# Inga fanchoniana
Inga fanchoniana är en ärtväxtart som beskrevs av Poncy. Inga fanchoniana ingår i släktet Inga och familjen ärtväxter. Inga underarter finns listade i Catalogue of Life.